# Vinayaki
Vinayaki je hinduistička božica s glavom slona. Upravo zbog njenog izgleda, često ju se povezuje s Ganeshom, bogom mudrosti sa slonovom glavom. Poznata je i kao Stri Ganesha („ženski Ganesha”), Vainayaki, Gajananā („ona s licem slona”), Vighneshvari („gospodarica zapreka”) i Ganeshani. Pretpostavlja se da je ona Ganeshina shakti — ženska energija.
U džainizmu i budizmu, Vinayaki je jasno identificirana kao zasebno božanstvo. U budističkim tekstovima, ona je poznata kao Ganapatihridaya — „Ganeshino srce”, dok se u nekim hinduističkim spisima žene s glavama slona pojavljuju kao demoni ili proklete božice. Tekst Matsya Purana spominje Vinayaki kao Matriku, koju je stvorio bog Šiva — Ganeshin otac — te se tu ona može smatrati Šivinom shakti. Spomenuta je na popisu shakti u tekstu Linga Purana. Budistički sveti tekst Aryamanjusrimulakalpa spominje božicu kao kćer boga Ishane (Īśāna).